# Константин Геров
Константин Геров Добревич  е български просветен деец.

## Биография
Роден е през 1829 година в Копривщица в семейството на Геро Добрович-Мушек. Брат е на Найден Геров и Ивана Хаджигерова. Първоначално учи в родния си град при Йоаким Груев, а след това в Пловдив при брат си. По време на Кримската война замества Найден Геров като учител в Пловдивското класното учлище. Той е един от инициаторите за честването на празника на Кирил и Методий. През 1863 година завършва Историко-филологическия факултет на Московския уиверситет като стипендиант на Иван Денкоглу. Живее при Сава Филаретов, на когото сътрудничи при събирането на библиография за български книги и периодични издания за „Руский архив“ на Бартенев. С Константин Миладинов, Христо Даскалов, Любен Каравелов и други основават „Московска българска дружина“. След като се завръща в българските земи става учител в София. През 1863 година заминава да се лекува във Виена, където умира на 16 ноември същата година.